# Amorçage (chimie)
Pour les articles homonymes, voir Amorçage.
En chimie, l'amorçage (en anglais : initiation) est une réaction chimique qui déclenche une ou plusieurs réactions secondaires. La réaction d'amorçage génère souvent un intermédiaire réactionnel issu d'une molécule stable qui est alors impliqué dans les réactions secondaires. Au cours d'une polymérisation en chaîne, l'amorçage est suivi d'une réaction de propagation ; des réactions de terminaison et de transfert de chaîne peuvent intervenir.